# Бер, Борис Борисович
Борис Борисович Бер (10 августа (27 июля) 1893 — 8 июня 1943) — советский композитор, автор музыки к постановкам Большого театра (1922—1934), дирижёр.

## Личная жизнь
Жена: Надежда Ярославовна Голейзовская (11.9.1889, Москва - 1.12.1953, Москва), балерина кордебалета Большого театра, впоследствии врач-педиатр.
Дочь: Александра Борисовна Бер (3.3.1923, Москва - 6.4.1999, Москва) искусствовед, архитектор, сотрудница Госфильмофонда, преподаватель живописи Заочного Народного Университета Искусств (ЗНУИ).

## Биография
Родился 27 июля (8 августа) 1893 года в Санкт-Петербурге. 
В 1905 г. мать бросила семью: отца, главного контролёра Дворянского земельного банка, сына Бориса и дочь Александру (1899 г.) сбежав с казачьим полковником А.Е.Власовым. По суду дети остались с отцом. Маленький Борис вырос в родительском имении Починок Ельнинского уезда Смоленской губ. в семье отца и его новой жены, старшей сестры своей матери, Елизаветы Николаевны, ур. фон Вессель. Мать в семью более не возвращалась, умерла в 1942 г. в эмиграции в Париже. 
В 1916 году окончил историко-филологический факультет Петроградского университета; затем учился в Петроградской консерватории у А. К. Глазунова.
В 1919—1920 гг. заведовал подотделом искусств Ельнинского УОНО, в 1920—1922 служил в Красной Армии в качестве заведующего клубом, дирижёра. С 1923 г. жил в Москве, сначала на Малом Толстовском пер., 2 кв. 29, в 1930-х — на Трубниковском пер., 1, в 1940—1943 гг. — на Рещиковом пер., 21, кв. 9. Работал концертмейстером оперного класса Московской консерватории (1923), в 1923-1924 гг. заведовал музыкальной частью театра «Мастфор» (Мастерская Н. М. Форрегера), затем музыкальной частью "Московского камерного балета", в 1924 г. занимал должность инструктора музыкального отдела Центральной Художественной Станции Наркомпроса РСФСР. В 1925 г. дирижёр 1-й высшей школы военных лётчиков Красной Армии.
С 1923 г. работал как композитор, автор музыки к балетам. Соавтор постановок брата своей жены Надежды, балетмейстера Касьяна Голейзовского, который поставил несколько балетов на музыку Бера, в том числе в Большом театре.
Дружил с М. А. Булгаковым, был одним из слушателей его «Мастера и Маргариты», которую Булгаков читал на их квартире на Трубниковском переулке, 1 в Москве .
Будучи тяжело больным, был принудительно привлечён на работах на лесозаготовках под Москвой (трудовой лагерь), умер 8 июня 1943 г. от порока сердца, во время принудительного посещения общественной бани.

## Основные произведения
1923 «Спектакль шарлатанов» (театр «Мастфор», постановщик Н. М. Форрегер).
1924 «Трагедия масок», балет в 1 акте; «Tombeau du Colombine», балет в 1 акте (Московский театр Камерного Балета, балетмейстер К. Я. Голейзовский).
1925 «Похождение трех», пантомима в 3 актах (Московский Гос Театр Драмбалета, постановка Р. Н. Симонова (Т-р Вахтангова)).
1927 «Испанская сюита», «Гротески» (Большой Театр, Москва, хореография К. Я. Голейзовского);
«Смерч», балет в 1 акте (Большой театр, спектакль, посвященный 10-летию Октябрьской революции, балетмейстер К. Я. Голейзовский).
1930 «Советская деревня», сюита (Гос Моск Театр Худож Балета, В.Кригер).
1931 пантомимы для «Театра Еврейской пантомимы», Москва (постановщик К. Я. Голейзовский).
1932 «Мадьярские пляски», сюита (Гос Театр Мюзик-холл, Москва, постановщик К. Я. Голейзовский); «Пляски придунайских народностей», сюита (Гос Театр Мюзик-холл, Ленинград, ЦПКиО, Москва, хореография К. Я. Голейзовского и Цаплина).
1933 «Чарда», балет в 1 акте (Большой театр, балетмейстер К. Я. Голейзовский).
1934 «Север, юг, восток, запад», пантомима в 3-х действиях (Моск Гос Театр Драмбалета, постановщик К. Я. Голейзовский).

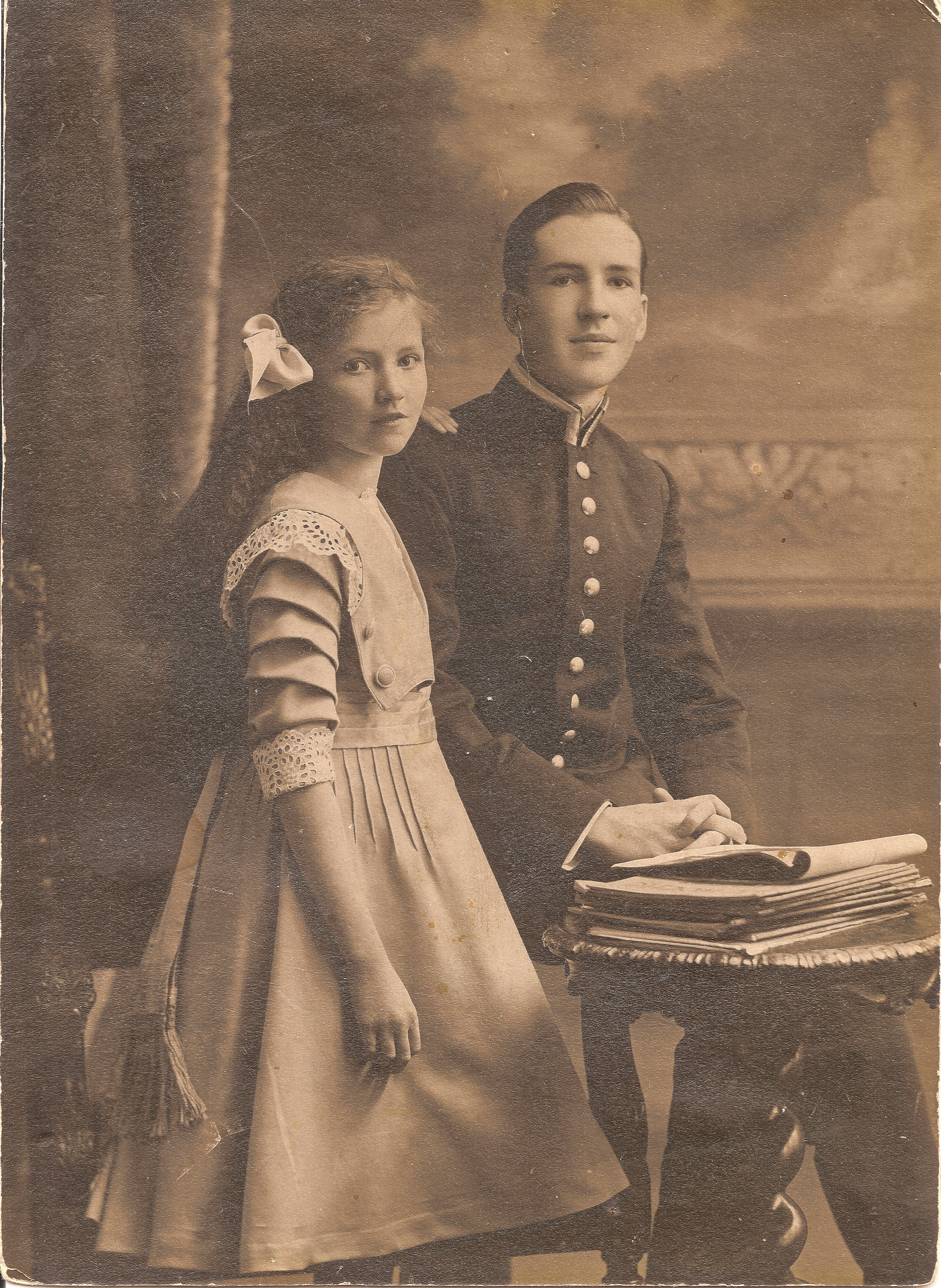
Борис Борисович Бер с сестрой Александрой (1910 г.)